# 全自動手槍

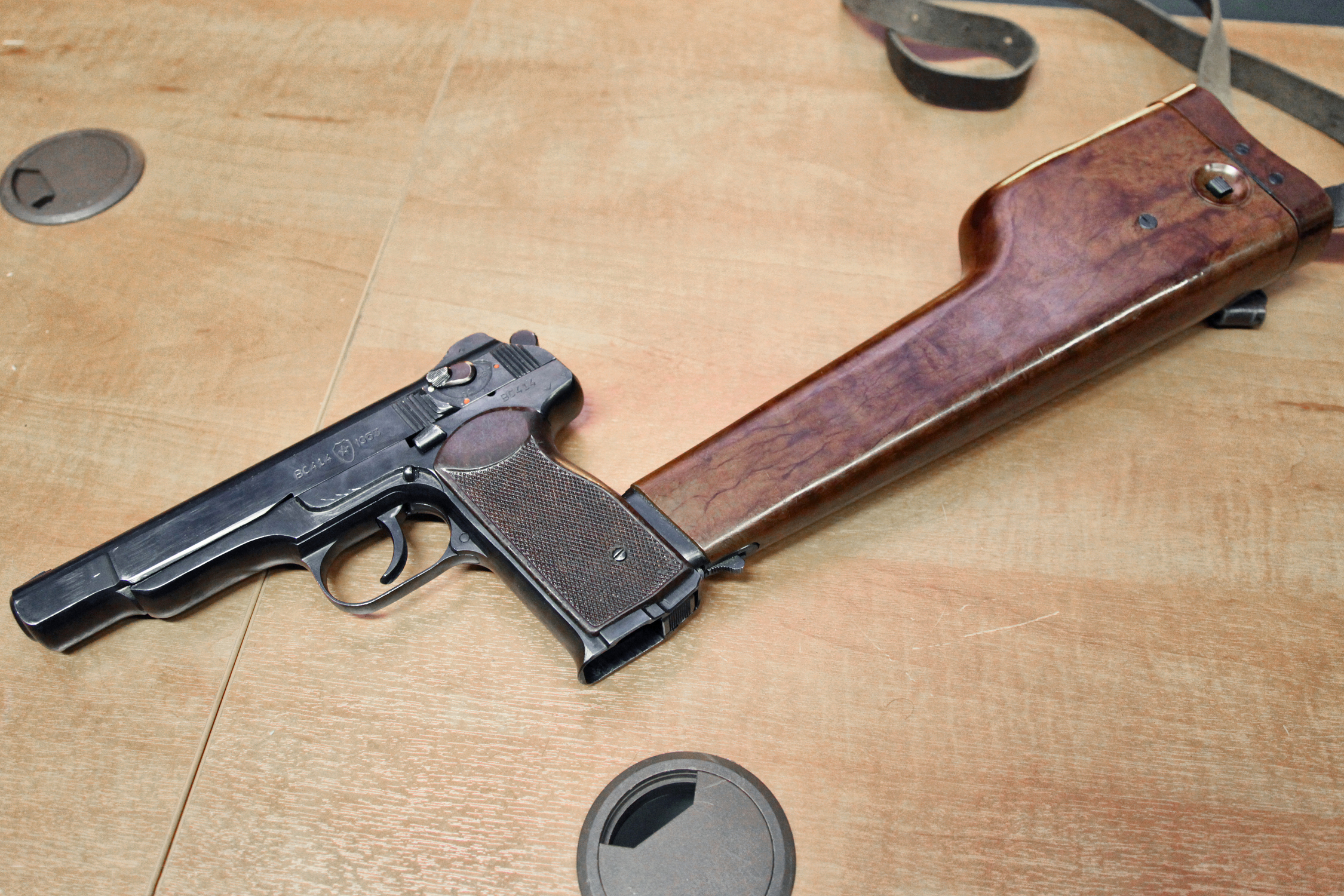
蘇聯的斯捷奇金APS。

全自動手槍（英語：fully automatic pistol），也稱為自动手枪（英語：automatic pistol）、衝鋒手槍（英語：submachine pistol）、突擊手槍（英語：assault pistol）或機關手槍（英語：machine pistol，简称MP），泛指任何手枪外形、可以进行快速持续射击的自动火器，也可以专指弹匣插入握柄的冲锋枪。

## 設計
衝鋒手槍以彈匣（少部份亦可以使用彈鼓或彈夾）供彈，可連發或三發點放，但尺寸和較大型的普通手槍相似，亦可單手作單發射擊，但在連發時多是雙手握持並配上槍托。
衝鋒手槍首見於第一次世界大战奧匈帝國的斯泰爾M1912改造槍，該槍添加了全自動射擊功能、配備了槍托和改良了彈倉，稱為M1912/P12。同時，瑞士和德國亦曾嘗試將魯格手槍改裝成衝鋒手槍，不過並沒有獲得任何軍隊採用。魯格衝鋒手槍版本的出現後來啟發了德國研製出MP18衝鋒槍。
但大量生產的不需要改裝的衝鋒手槍，一般認為在1932年推出的著名的毛瑟C96手槍M712連發型，可算是第一種衝鋒手槍被廣泛使用的代表。
白朗寧發明的雙排彈匣普及化，也方便了把普通大型半自動手槍改造成小型衝鋒手槍的基礎，另一方面是因為冲锋枪使用包絡式槍機縮短了全長，進一步小型化也發展成另一類大型衝鋒手槍。
由於衝鋒手槍重量輕、只有手槍握把，以全自動模式發射大量手槍彈時難以控制命中點。部份生產商的衝鋒手槍設計改以三發點放取代全自動模式，HK VP70、貝瑞塔93R是比較著名的三發點放衝鋒手槍。
小型衝鋒手槍與一般手槍外型及尺寸非常相似，但可通過機匣上的射擊模式選擇鈕識別，大型衝鋒手槍和衝鋒槍形狀相似，但尺寸上仍然稍小一些，可以透過和使用的人員和其他物品的相對大小識別。

## 知名型號
- 魯格（實驗型）
- 毛瑟C96 M1932速射型
- 斯泰爾M1912/P16
- 斯捷奇金
- HK VP70
- 貝瑞塔93R
- CZ 75自動型
- 80式
- 克拉克18
- OTs-33
- MAC-10
- MAC-11
- KG-9
- 馬格普FMG-9
- 微型烏茲
- 迷你烏茲
- 烏茲手槍
- vz. 61蠍式
- 斯泰爾TMP
- HK MP7
- B&T MP9
- T77

## 外部連結
- 個人防衛武器：衝鋒手槍
- 全自動手槍：格洛克18（页面存档备份，存于）
- KG-99的介紹